# Trap Adventure 2
Trap Adventure 2 is een platformspel in het avonturen-overlevings-genre. Het spel staat bekend vanwege de extreme moeilijkheidsgraad en werd in 2016 uitgebracht op het iOS-platform maar werd pas bekend in 2018.
Het spel is een nachtmerrie-achtige variant van klassieke spelen als Super Mario Bros., waarbij de speler geconfronteerd wordt met een oneindige serie van spietsen, vlammen en boobytraps. Als alle levens in het spel zijn opgebruikt moet de speler herbeginnen vanaf het beginpunt.

## Trivia
- Er is nooit een Trap Adventure 1 verschenen.